# Resolució 907 del Consell de Seguretat de les Nacions Unides
La Resolució 907 del Consell de Seguretat de les Nacions Unides fou adoptada per unanimitat el 29 de març de 1994. Després de recordar resolucions 621 (1988), 658 (1990), 690 (1991), 725 (1991) i 809 (1993), el Consell va discutir el Pla de Regularització pel Sàhara Occidental.
Es va donar la benvinguda a la proposta del Secretari General Boutros Boutros-Ghali sobre la interpretació i l'aplicació de criteris per al sufragi, tot i que va expressar la seva preocupació per les dificultats i els retards continus en el treball de la Comissió d'Identificació. Es va demanar a la Comissió que completés l'anàlisi de totes les sol·licituds rebudes i que procedís a la identificació i registre de possibles votants abans del 30 de juny de 1994, i que el Secretari General informés sobre els esdeveniments a tot tardar el 15 de juliol de 1994 pel que fa a la tasca de la Comissió i altres àrees rellevants per al Pla de Regularització.
El Consell també va assenyalar que el referèndum ja no podia tenir lloc abans de finals de 1994, i consideraria el futur de la Missió de Nacions Unides pel Referèndum al Sàhara Occidental on la seva força i paper seria revisat.